# Asterotrichion discolor
Asterotrichion discolor là một loài thực vật có hoa trong họ Cẩm quỳ. Loài này được (Hook.) Melville mô tả khoa học đầu tiên năm 1966.